# Église Saint-Nicolas de Brzeg
L'église Saint-Nicolas de Brzeg est la plus importante église de la ville de Brzeg située en Pologne
C'est l'un des plus vastes églises gothiques de Silésie

## Historique
Elle a été conçue dans un style gothique.
La construction a commencé en 1370 et s'est terminée au 19e siècle avec l'érection des tours
Le bâtiment a été détruit durant les combats acharnés de 1945 où la ville a été prise par l'armée Rouge puis a reconstruit de 1958 à 1967 à l'initiative du prêtre Kazimierz Makarski

## Dimensions

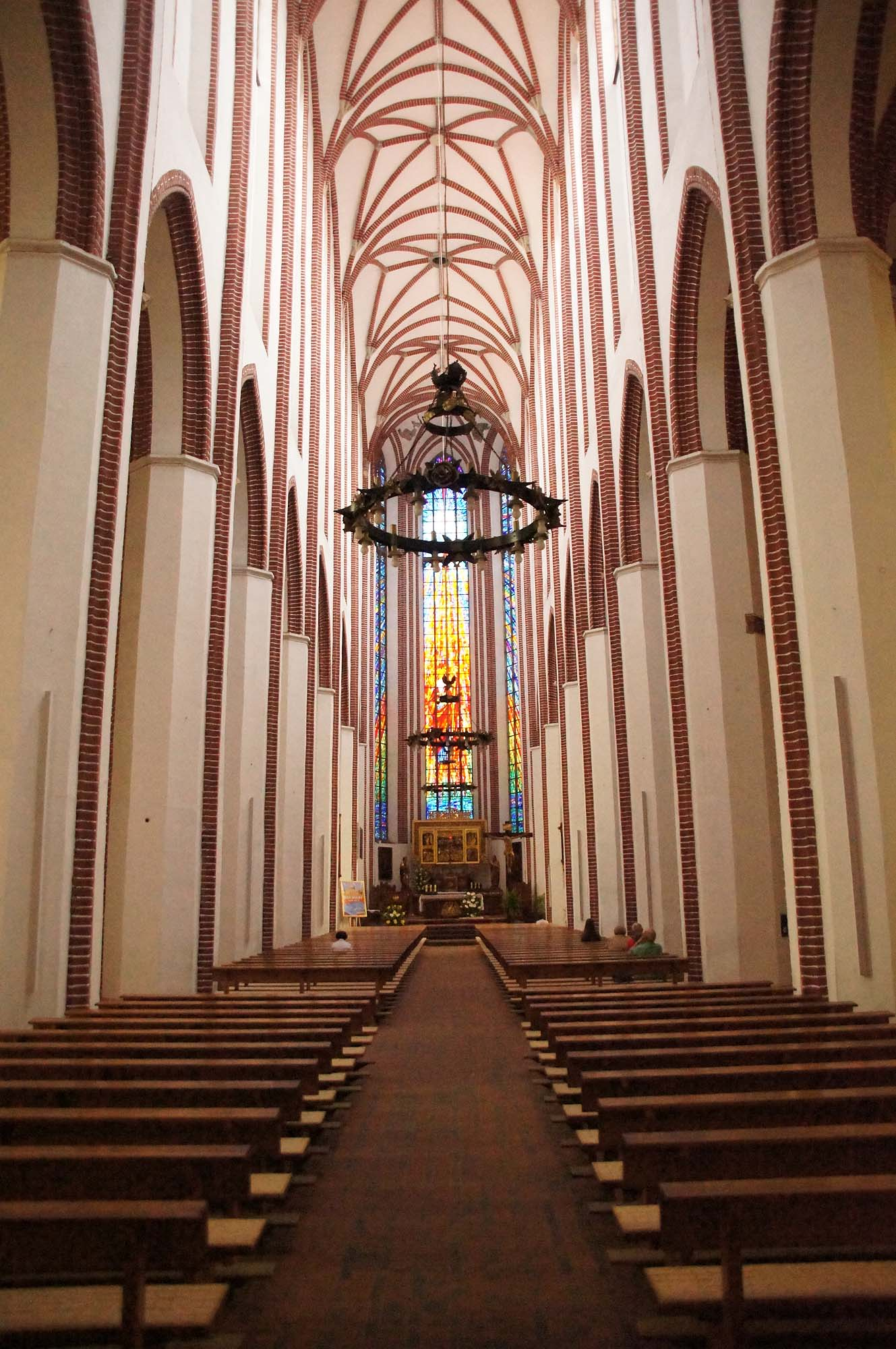
Intérieur de l'église

La hauteur de la nef est de 30 m